# Chursächsische Capelle Leipzig
Die Chursächsische Capelle Leipzig ist ein 1994 von Anne Schumann gegründetes Kammerorchester in Sachsen.

## Geschichte
Die „Chursächsische Capelle Leipzig“ gründete sich 1994 aus Mitgliedern des Gewandhausorchesters Leipzig, des Händelfestspielorchesters Halle (Saale) und freischaffenden Musikern.
Das Ensemble spielt auf Originalinstrumenten und widmet sich den Kompositionen des 17. und 18. Jahrhunderts. Im Stile der alten Hofkapellen wechselt das Ensemble je nach Programm die Besetzung.
Hauptwirkungsstätte der Capelle ist das Schloss Schönefeld in Leipzig, wo sie unter anderen bei den Schönefelder Schlosskonzerten zu hören ist.
Die „Chursächsische Capelle Leipzig“ ist regelmäßig im Bosehaus Leipzig, im Händelhaus Halle und im Palais Großer Garten Dresden zu Gast und gibt Konzerte u. a. beim MDR-Musiksommer, beim Bachfest Leipzig, bei den Uckermärkischen Musikwochen, den Magdeburger Sonntagsmusiken und den Walkenrieder Kreuzgangkonzerten.
1996 nahm die Chursächsische Capelle Leipzig mit Ludger Rémy eine CD Kammermusik der Bach-Familie auf, inzwischen sind weitere CD-Einspielungen auf dem Markt.

## Diskografie (Auswahl)
- Familie Bach: Kammermusik der Bach-Familie (Raumklang, 1996)
- Mitteldeutsche Barock-Kantaten – Kantaten aus der Thüringer Musiksammlung Großfahner (CPO, 2003)
- Sämtliche Werke für Nagelgeige. (Beoton, 2003)
- Johann Friedrich Fasch: Konzert am Hof zu Zerbst (Konzertmitschnitt zu den 10. Internationalen Faschfesttagen 2008)